# Nîmes Olympique
O Nîmes Olympique é um clube de futebol francês. Sua sede fica na cidade de Nîmes.
Uma década após a criação e profissionalização do clube, o Nîmes Olympique conquistou seu primeiro título, o de campeão da segunda divisão, alcançando assim, pela primeira vez em sua história, a primeira divisão. O Nîmes estabeleceu-se então duramente dentro da elite francesa, terminando até três vezes vice-campeões da França atrás do Stade de Reims e participando de duas finais da Coupe de France no início dos anos 1960. Depois de uma breve segunda divisão disputada no final dos anos 60, a década seguinte foi marcada pelos primeiros jogos da UEFA no clube bem como um lugar de vice-campeão adquirido na primeira divisão atrás do Olympique de Marseille.
No início dos anos 80, o clube cai na segunda divisão ou conhece uma série de altos e baixos há quinze anos. Este período é preenchido, em meados dos anos 90, por uma descida, pela primeira vez em sua história, para a terceira divisão. Apesar do início deste período sombrio de uma década, o Nîmes Olympique participou de uma nova final da Coupe de France em 1996, tornando-se a primeira divisão do clube a chegar à final. Após um breve regresso à segunda divisão no final dos anos 90, o Nîmes Olympique regressou à terceira divisão ou depois de ter falhado várias vezes para recuperar, perdeu finalmente o seu estatuto profissional em 2004. No final dos anos 2000, o clube encontra a Ligue 2 e o profissionalismo e torna-se um membro regular deste campeonato. Em 2018, o clube conseguiu subir na Ligue 1, vinte e cinco anos depois de ter saído.
O clube é dirigido desde maio de 2016 por Rani Assaf, na sequência da demissão de Christian Perdrier. Ele é treinado desde abril de 2024 por Adil Hermach. Os jogadores estão jogando atualmente na National e são apelidados de Crocodiles, uma referência ao emblema da cidade e sua história.
O famoso Parc des Sports Stade Jean-Bouin, em 1931, foi recebido em Nîmes em reuniões domésticas intra-muros do club gardois, até o final dos anos 80, antes de ser destruído alguns anos depois. Desde essa data, o Nîmes Olympique instalou-se no Stade des Costières, inaugurado em 1989.
Desde 2012, Nîmes Olympique tem uma parceria com o futebol feminino Nîmes Métropole Gard, que evolui na Liga Regional durante a temporada 2018-2019. Suas cores são vermelho e branco.

## Títulos
| CONTINENTAIS | CONTINENTAIS                    | CONTINENTAIS | CONTINENTAIS            |
|              | Competição                      | Títulos      | Temporadas              |
| ------------ | ------------------------------- | ------------ | ----------------------- |
|              | Copa dos Alpes                  | 1            | 1972                    |
| NACIONAIS    |                                 |              |                         |
|              | Competição                      | Títulos      | Temporadas              |
|              | Campeonato Francês - 2ª divisão | 1            | 1949-50                 |
|              | Campeonato Francês - 3ª divisão | 2            | 1996-97 e 2011-12       |
|              | Copa Charles Drago              | 1            | 1956                    |
|              | Copa Gambardella                | 4            | 1961, 1966, 1969 e 1977 |
|              | Taça Languedoc-Roussillon       | 2            | 1992 e 2003             |